# Benimeli
Benimeli község Spanyolországban, Alicante tartományban. Lakosainak száma 453 fő (2024). Benimeli Beniarbeig, Benidoleig, Dénia, Ondara, El Ràfol d’Almúnia, Sanet y Negrals, Tormos (Spanyolország) és El Verger községekkel határos.

## Népesség
A település lakosságának változását az alábbi diagram mutatja:
| Lakosok száma | 336  | 355  | 389  | 402  | 420  | 419  | 384  | 418  | 415  | 453  |
|               | 2001 | 2004 | 2006 | 2009 | 2011 | 2014 | 2016 | 2019 | 2021 | 2024 |